# Юрика (Невада)
Юрика (англ. Eureka) — переписна місцевість (CDP) в США, в окрузі Еврика штату Невада. Населення — 414 особи (2020).

## Географія
Юрика розташована за координатами 39°30′41″ пн. ш. 115°58′0″ зх. д. / 39.51139° пн. ш. 115.96667° зх. д. (39.511291, -115.966749).  За даними Бюро перепису населення США в 2010 році переписна місцевість мала площу 3,62 км², уся площа — суходіл.

### Клімат
| Клімат : Юрика                                           | Клімат : Юрика | Клімат : Юрика | Клімат : Юрика | Клімат : Юрика | Клімат : Юрика | Клімат : Юрика | Клімат : Юрика | Клімат : Юрика | Клімат : Юрика | Клімат : Юрика | Клімат : Юрика | Клімат : Юрика | Клімат : Юрика |
| Показник                                                 | Січ.           | Лют.           | Бер.           | Квіт.          | Трав.          | Черв.          | Лип.           | Серп.          | Вер.           | Жовт.          | Лист.          | Груд.          | Рік            |
| Абсолютний максимум, °C                                  | 16,1           | 18,3           | 23,9           | 27,2           | 32,8           | 35,0           | 36,7           | 36,1           | 32,2           | 30,0           | 22,2           | 17,2           | 36,7           |
| Середній максимум, °C                                    | 2,7            | 4,8            | 8,3            | 12,7           | 18,1           | 24,3           | 29,2           | 28,1           | 23,1           | 16,3           | 7,8            | 3,4            | 14,9           |
| Середній мінімум, °C                                     | −8,7           | −7,1           | −4,4           | −1,8           | 2,5            | 7,0            | 11,3           | 10,9           | 6,5            | 0,9            | −4,8           | −8,5           | 0,3            |
| Абсолютний мінімум, °C                                   | −32,2          | −30,6          | −22,8          | −15            | −12,2          | −11,7          | −1,7           | −1,1           | −15            | −16,1          | −23,9          | −29,4          | −32,2          |
| Норма опадів, мм                                         | 25             | 23             | 37             | 29             | 39             | 19             | 14             | 21             | 25             | 27             | 24             | 22             | 305            |
| Днів з опадами                                           | 5,9            | 5,3            | 7,6            | 5,9            | 6,2            | 4,2            | 3,3            | 3,9            | 3,8            | 4,5            | 4,7            | 5,6            | 60,9           |
| Днів зі снігом                                           | 5,2            | 3,8            | 4,7            | 2,6            | 1,2            | 0,1            | 0,0            | 0,0            | 0,2            | 1,0            | 2,7            | 4,4            | 25,9           |
| -------------------------------------------------------- | -------------- | -------------- | -------------- | -------------- | -------------- | -------------- | -------------- | -------------- | -------------- | -------------- | -------------- | -------------- | -------------- |
| Джерело: National Oceanic and Atmospheric Administration |                |                |                |                |                |                |                |                |                |                |                |                |                |

## Демографія
Згідно з переписом 2010 року, у переписній місцевості мешкало 610 осіб у 272 домогосподарствах у складі 152 родин. Густота населення становила 168 осіб/км².  Було 346 помешкань (95/км²).
Расовий склад населення:
| - 89,5 % — білих - 2,8 % — корінних американців - 1,1 % — азіатів - 0,3 % — чорних або афроамериканців - 4,4 % — осіб інших рас |

До двох чи більше рас належало 1,8 %. Частка іспаномовних становила 11,6 % від усіх жителів.
За віковим діапазоном населення розподілялося таким чином: 25,1 % — особи молодші 18 років, 61,6 % — особи у віці 18—64 років, 13,3 % — особи у віці 65 років та старші. Медіана віку мешканця становила 43,4 року. На 100 осіб жіночої статі у переписній місцевості припадало 106,8 чоловіків;  на 100 жінок у віці від 18 років та старших — 121,8 чоловіків також старших 18 років.
Середній дохід на одне домашнє господарство  становив 52 224 долари США (медіана — 37 431), а середній дохід на одну сім'ю — 81 624 долари (медіана — 110 139). За межею бідності перебувало 10,4 % осіб, у тому числі 0,0 % дітей у віці до 18 років та 39,4 % осіб у віці 65 років та старших.
Цивільне працевлаштоване населення становило 269 осіб. Основні галузі зайнятості: освіта, охорона здоров'я та соціальна допомога — 35,3 %, сільське господарство, лісництво, риболовля — 22,3 %, публічна адміністрація — 18,6 %, мистецтво, розваги та відпочинок — 16,4 %.